# Lance Laing
Lance Laing est un footballeur international jamaïcain né le 28 février 1988 à Trelawny Parish. Il évolue au poste d'arrière gauche avec le San Antonio FC.

## Carrière
En 2014, Laing est repositionné en milieu de terrain en cours de saison. Meilleur buteur et passeur d'Edmonton, il est nommé deux fois joueur de la semaine et dans l'équipe-type de la NASL en 2014.
Le 15 décembre 2015, Laing s'engage avec le Minnesota United FC.